# Enpersonspsykologi
Enpersonspsykologi beskriver ett förhållningssätt i psykoanalys och psykodynamisk psykoterapi där man utgår från att det är möjligt att ha fokus på den ena personens sätt att fungera i relationen och att man kan bortse från vad den andra personen för med sig in i detta gemensamma samspel. Den ena personen kan uttala sig om den andres sätt att fungera, eller om det sätt som man fungerar på tillsammans, utan att man behöver ta hänsyn till vem denna första person är. Hon har ett perspektiv som är allmängiltigt och inte i någon avgörande grad påverkat av hennes historia, hennes livssituation, hennes värderingar eller hennes känslor för den andre.
Begreppet Enpersonspsykologi ställs i dagens psykodynamiska psykoterapiinriktningar som motsats till begreppet Tvåpersonspsykologi, som man bättre uppfattar inringar det psykoterapeutiska arbetet.

## Historik
Alltsedan psykoanalysens fader Sigmund Freud 1910 introducerade begreppet Motöverföring har man förstått att analytikern/terapeuten till följd av egen olöst problematik riskerar att försämra analysens/terapins utfall.
Det var psykoanalytikern Michael Balint som 1968 i boken The Basic Fault: Therapeutic aspects of regression först tog begreppen Enpersonspsykologi och Tvåpersonspsykologi i bruk.
Den i New York verkande psykoanalytikern Robert Langs har under 1970- och 1980-talet utvecklat tekniken stimulusorienterad dechiffrering (trigger decoding) för att bättre kunna avgöra vad som är patientens och vad som är terapeutens bidrag till interaktionen. I Sverige har psykoanalytikern Claes Davidson bekräftat metodens värde.